# くくり猿

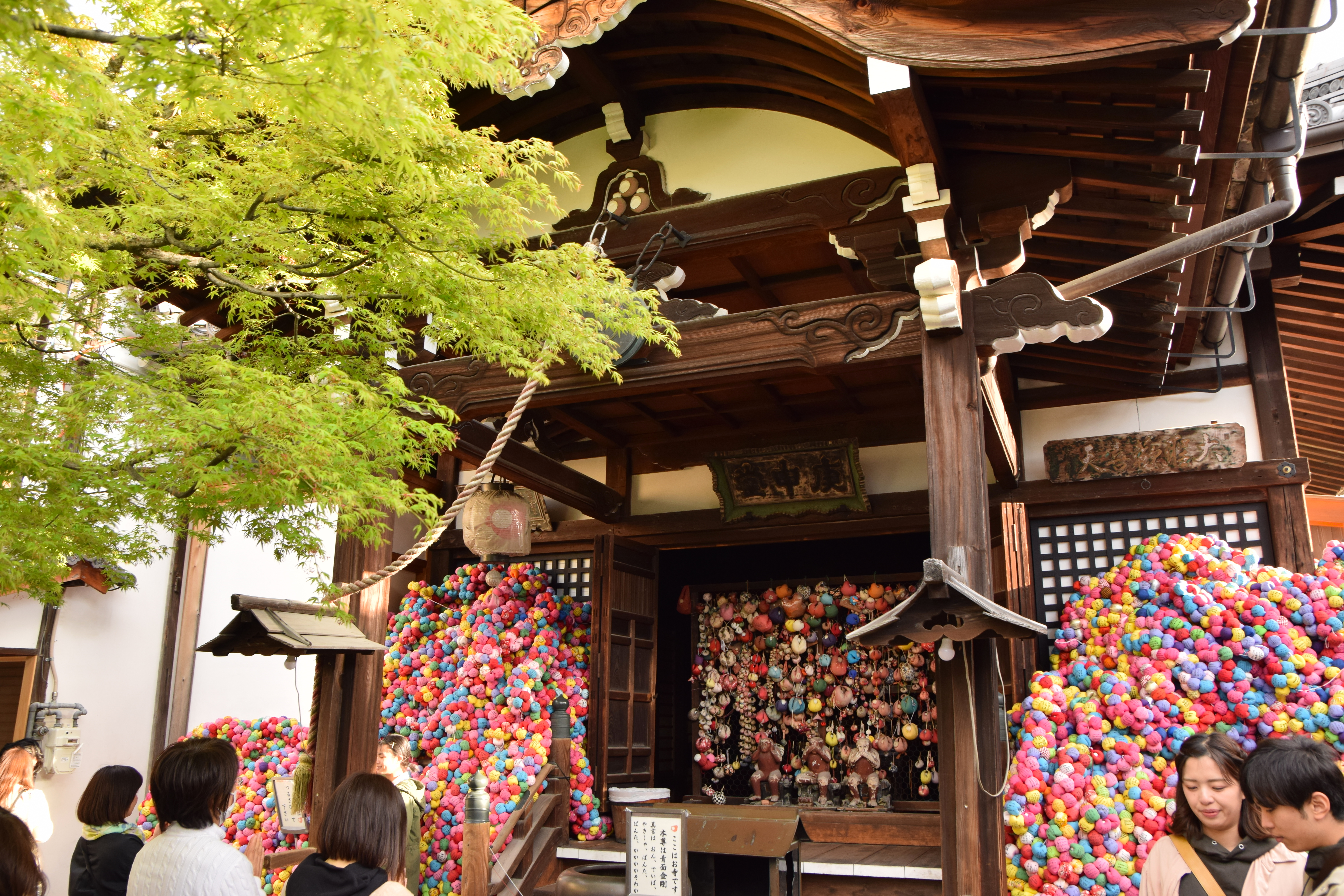
八坂庚申堂（京都市）

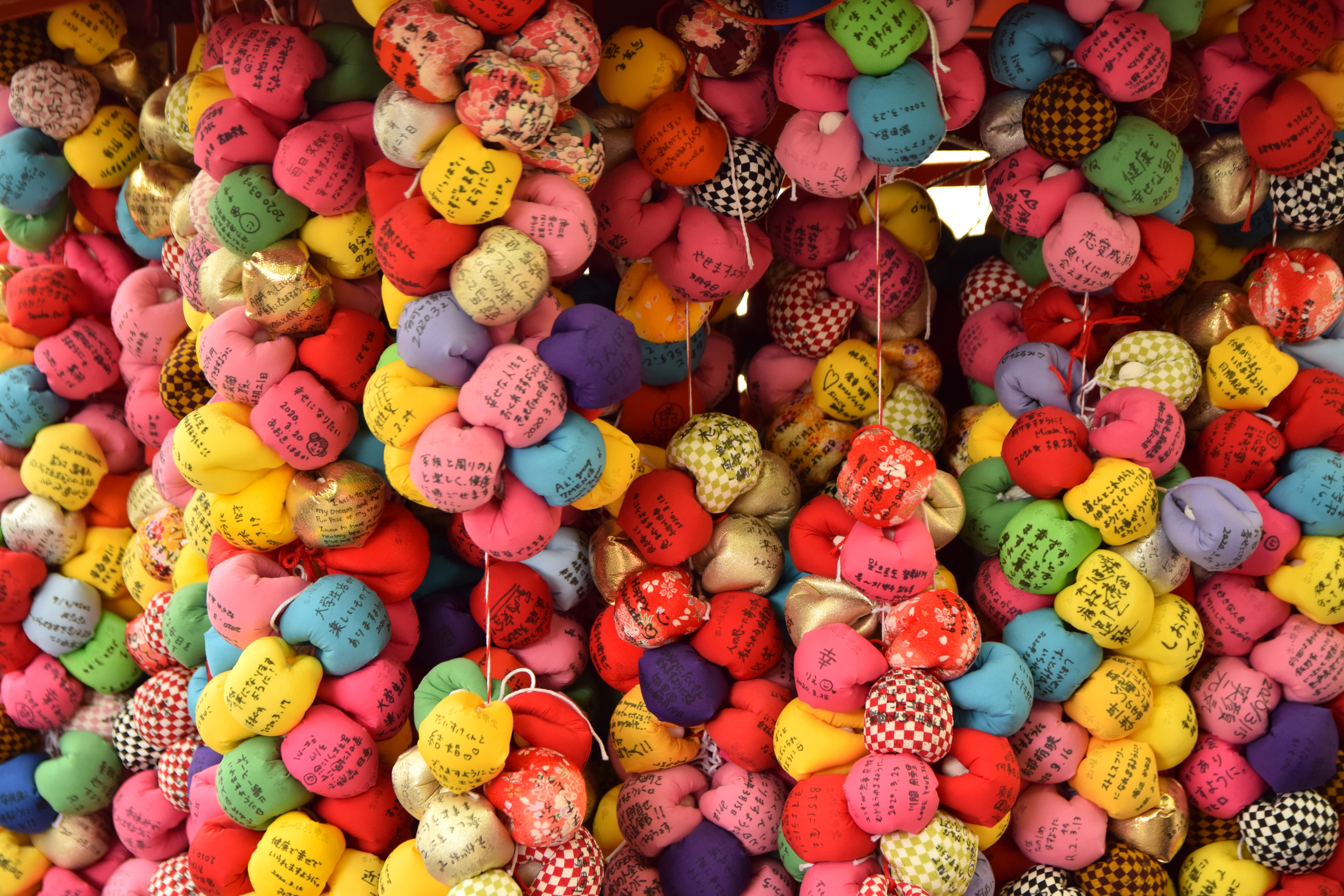
奉納されたくくりザル

くくり猿（くくりざる）は、サルの姿をかたどって作ったぬいぐるみ。くくりザル・括り猿などとも表記される。頭の付け方や手足の曲げ方、胴体のふくらみなどから、サルボボ型と、くくりザル型の二種類に大別される。
日本全国各地の庚申堂や猿田彦神社、日吉神社などの絵馬堂や本堂などに、しばしばぶら下げてある。古くから庶民の間で信仰され、各地の寺社に奉納されてきたと考えられている。特に庚申信仰においてもっともよく見られ、一針一針手縫いしたものを様々な祈願とともに心を込めて納めた。
高い所から落ちても怪我をしないように、あるいは悪魔・病魔が入りやすい背中を守るお守りとして、着物の衿下に縫い付けて子供の息災を願ったほか、祭の時の提灯や幟に付けることもある。
地方によってそれぞれに信じられているくくりザルの霊力の多様さは、民俗信仰の豊かさを表わしているといえる。